# Benjamin Ulmann

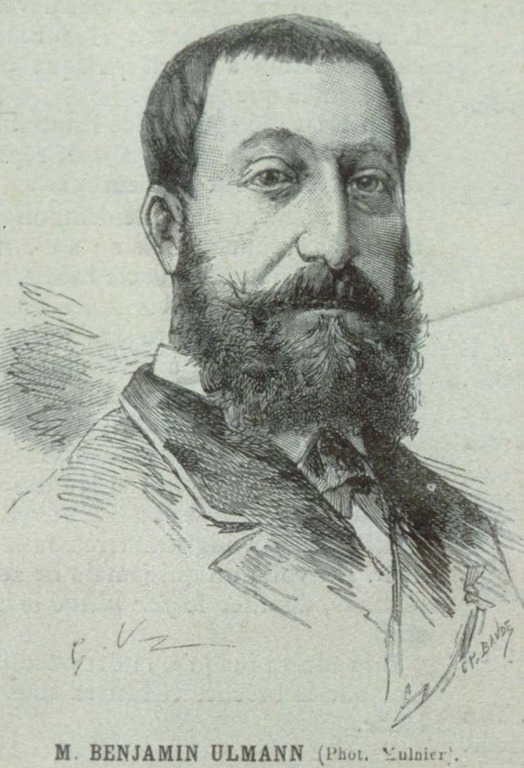
Benjamin Ulmann.

Benjamin Ulmann, född den 24 maj 1829 i Blotzheim i Elsass, död den 24 februari 1884 i Paris, var en fransk målare.
Ulmann studerade i Paris för Drolling och Picot samt vann 1852 stora priset för Coriolanus hos kungen i Antium, varefter han studerade i Rom. Bland hans främsta arbeten, delvis skräckscener, kan nämnas Ringaren i Nürnberg, Samvetsagg, Sulla hos Marius och Karl V intågar i Paris (1878).